# IDEAS NCBR
IDEAS NCBR Sp. z o.o. – polski ośrodek badawczo-rozwojowy, utworzony w 2021 r. przez Narodowe Centrum Badań i Rozwoju. Prowadzi badania z zakresu sztucznej inteligencji. Jego siedziba znajduje się w biurowcu Varso przy ul. Chmielnej 69 w Warszawie.

## Misja
Misją IDEAS NCBR jest wsparcie rozwoju sztucznej inteligencji w Polsce, poprzez stworzenie platformy łączącej środowisko akademickie z biznesowym, prowadzenie innowacyjnych badań, a także kształcenie nowego pokolenia naukowców, ukierunkowanych na praktyczne zastosowanie opracowanych algorytmów oraz ich późniejszą komercjalizację w przemyśle, finansach, medycynie i innych gałęziach gospodarki.

## Działalność
IDEAS NCBR prowadzi badania w obszarze sztucznej inteligencji, kryptografii i blockchaina, zatrudniając badaczy ze stopniem profesora i doktora, doktorantów oraz stażystów; współpracuje z instytucjami naukowymi w Polsce i za granicą, aby prowadzić wymianę badaczy i studentów, wspólne projekty grantowe, seminaria naukowe i kształcenie doktorantów; oferuje firmom z sektora prywatnego oraz instytucjom publicznym współpracę w obszarze badawczo-rozwojowym.

## Historia
IDEAS NCBR Sp. z o.o. zostało powołane 13 maja 2021 r. jako przedsięwzięcie Narodowego Centrum Badań i Rozwoju. Jako cele jego działalności wymieniano: wsparcie rozwoju kadry naukowej w obszarze AI; finansowanie badań naukowych, prac rozwojowych i badań aplikacyjnych; wspieranie komercjalizacji wyników badań naukowych i prac rozwojowych; komercjalizację prac zespołów badawczych w postaci spółek spin-off i spin-out.
W lipcu 2021 r. powołano dwie pierwsze grupy badawcze, zajmujące się badaniami podstawowymi, pod kierunkiem Piotra Sankowskiego i Stefana Dziembowskiego. W lutym 2022 r. podpisano pierwszą umowę o współpracy w kształceniu doktorantów – z Wojskową Akademią Techniczną w Warszawie. W czerwcu 2022 r. powołano trzecią grupę badawczą, pod kierunkiem Tomasza Trzcińskiego, a w lipcu 2023 r. czwartą, pod przewodnictwem Przemysława Musialskiego.
Do 2023 r. ośrodek utworzył także 10 zespołów badawczych, skupionych na badaniach aplikacyjnych, oraz podpisał umowy o współpracy z 11 szkołami doktorskimi w Polsce (szkoły doktorskie: Uniwersytet Warszawski, Uniwersytet Jagielloński, Instytut Podstaw Informatyki Polskiej Akademii Nauk, Wojskowa Akademia Techniczna, Akademia Górniczo-Hutnicza, Politechnika Łódzka, Politechnika Białostocka, Politechnika Wrocławska, Politechnika Poznańska, Politechnika Gdańska, Politechnika Śląska) i 7 uczelniami zagranicznymi (Computer Vision Center na Uniwersytecie Autonomicznym w Barcelonie, Centrum Wiskunde & Informatica w Amsterdamie, IIIT-Delhi – Indraprastha Institute of Information Technology w Delhi, Instytut Informatyki im. Maxa Plancka, Center for Artificial Intelligence and Advanced Robotics (AI.ROBO) na National Taiwan University, Department of Computer, Control and Management Engineering Antonio Ruberti (DIAG) na Uniwersytecie Rzymskim „La Sapienza”, Department of Applied Cryptography, Technische Universität Darmstadt). Organizacja nawiązała także współpracę z podmiotami prywatnymi (Platige Image) i publicznymi (Straż Ochrony Kolei).
W listopadzie 2023 r. IDEAS NCBR zostało członkiem ELLIS Society, powołując ELLIS Unit Warsaw – pierwszą taką jednostkę w Polsce i trzecią w Europie Środkowo-Wschodniej.
We wrześniu 2024 r. konkurs na nowego prezesa wygrał dr hab. inż. Grzegorz Borowik. Startujący w nim także dotychczasowy prezes Piotr Sankowski ogłosił, że odchodzi z tej instytucji. W reakcji na informacje o zmianie w kierownictwie ośrodka, z zasiadania w radzie naukowej IDEAS zrezygnowało sześcioro jej członków, m.in. Aleksander Mądry, Marta Kwiatkowska, Wojciech Samek i Zofia Dzik. O wyjaśnienie, dlaczego podjęto taką decyzję oraz o odwrócenie jej skutków zaapelowało do premiera Donalda Tuska i ministra nauki Dariusza Wieczorka 30 laureatów prestiżowych grantów ERC.

## Prezesi IDEAS NCBR
- dr hab. Piotr Sankowski (2021–2024)[18]
- dr hab. inż. Grzegorz Borowik (2024–2025)[19][20]
- dr Małgorzata Ciechomska (od 2025)[21]

## Członkowie Zarządu IDEAS NCBR
- Wojciech Kruszyński (2021–2024)
- dr Grażyna Żebrowska (2022–2025)

## Rada Naukowa
Rada Naukowa IDEAS NCBR została powołana uchwałą Zgromadzenia Wspólników IDEAS NCBR Sp. z o.o. z dnia 1 lipca 2021 r.
Do zadań Rady Naukowej należy:
- wyrażanie opinii w zakresie polityki badawczej i planowanych do realizacji działań oraz przedstawianie propozycji zmian, np. ze względu na postęp w badaniach naukowych na świecie,
- opiniowanie zatrudnienia liderów grup badawczych,
- opiniowanie stopnia realizacji i wyników działań grup badawczych,
- wyrażanie opinii we wszystkich kwestiach związanych z działalnością IDEAS NCBR.

Skład Rady Naukowej IDEAS NCBR (do września 2024):
- Marta Kwiatkowska (University of Oxford, przewodnicząca)
- Marek Barwiński (Isomorphic Laboratories)
- Ran Canetti(inne języki) (Boston University)
- Zofia Dzik (Instytut Humanites)
- Aleksander Mądry (Massachusetts Institute of Technology)
- Tim Roughgarden(inne języki) (Columbia University)
- Wojciech Samek (Fraunhofer-Institut für Nachrichtentechnik(inne języki))
- Marcin Żukowski (współtwórca Snowflake(inne języki))

Po wyborze nowego prezesa we wrześniu 2024 roku z zasiadania w radzie zrezygnowali wszyscy jej członkowie, w efekcie czego na początku października 2024 roku spółka nie miała Rady Naukowej.

## Grupy badawcze
- Inteligentne algorytmy i struktury danych (lider: dr hab. Piotr Sankowski prof. UW)
- Bezpieczeństwo systemów i prywatność danych (lider: prof. dr hab. Stefan Dziembowski)
- Uczenie maszynowe zero-waste w wizji komputerowej (lider: dr hab. Tomasz Trzciński prof. PW)
- Grafika komputerowa (lider: dr Przemysław Musialski)

## Zespoły badawcze
- AI dla bezpieczeństwa (lider: dr Tomasz Michalak)
- Leśnictwo precyzyjne (lider: prof. dr hab. Krzysztof Stereńczak(inne języki))
- Uczenie maszynowe w trybie ciągłym (lider: dr Bartłomiej Twardowski)
- Zrównoważona wizja komputerowa dla maszyn autonomicznych (lider: dr hab. Bartosz Zieliński prof. UJ)
- Sekwencyjne podejmowanie decyzji (lider: dr hab. Piotr Miłoś(inne języki) prof. PAN)
- Uczenie w sterowaniu, grafach i sieciach (lider: dr hab. Paweł Wawrzyński)
- Równoległe i dynamiczne algorytmy grafowe (lider: dr Adam Karczmarz)
- Psychiatria i fenomenologia obliczeniowa (lider: dr hab. Marcin Moskalewicz prof. UMCS)
- Robotyka interakcji fizycznej (lider: dr Krzysztof Walas)
- Algorytmy w autonomicznych UAV (lider: Karol Pieniący)
- Renderowanie neuronowe (lider: dr hab. Przemysław Spurek)
- Diagnostyka patologii medycznych (liderka: dr hab. inż. Żaneta Świderska-Chadaj, prof. PW)

## Status prawny
IDEAS NCBR Sp. z o.o. działa od 13 maja 2021 r. na mocy § 2 pkt 2 rozporządzenia Ministra Nauki i Szkolnictwa Wyższego z dnia 17 września 2010 r. w sprawie szczegółowego trybu realizacji zadań NCBR w zw. z art. 30a ust. 2 w zw. z art. 30a ust. 1 pkt 2 i art. 29, art. 30 ust. 1 pkt 1-3 i art. 30 ust. 2 ustawy z dnia 30 kwietnia 2010 r. o Narodowym Centrum Badań i Rozwoju (Dz.U. z 2010 r. poz. 1200). IDEAS NCBR Sp. z o.o. jako przedsięwzięcie Narodowego Centrum Badań i Rozwoju jest przedsięwzięciem, o którym mowa w art. 119 ust. 2 pkt ustawy z dnia 20 lipca 2018 r. prawo o szkolnictwie wyższym i nauce (Dz.U. z 2018 r. poz. 1668).